# De Profundis (Album)
De Profundis ist das dritte Album der polnischen Death-Metal-Band Vader.

## Entstehungsgeschichte
Das Album wurde nach dem Verlust des Plattenvertrags bei Earache Records über das kleine polnische Label Croon Records veröffentlicht. Kurze Zeit nach Erscheinung des Albums handelte die Band Verträge mit dem deutschen Punk-Label Impact Records aus. Zunächst nur für Vader wurde das Unterlabel System Shock gegründet. Später wurden auch noch Bands wie Master und Malevolent Creation unter Vertrag genommen. Den Vertrieb für Nordamerika übernahm das amerikanische Label Conquest Music.

## Musikstil
De Profundis wurde im Tales of the Macabre als „perfekte Mixtur aus Slayer und Morbid Angel“ beschrieben, der letzte Titel auf dem Album klinge, als stammte er von Slayers Hell Awaits. Das Album gilt heute als Klassiker in der Death-Metal-Szene.

## Versionen
Die offizielle Version des Albums hat neun Lieder. Es gab jedoch auch eine Sonderedition mit einem zehnten Lied namens I Feel You, einer Coverversion von Depeche Mode, welche auch auf dem Nachfolgealbum Future of the Past veröffentlicht wurde. 2000 wurde die CD zusammen mit dem Nachfolger auf einer CD wiederveröffentlicht.

## Titelliste
1. Silent Empire – 4:02
2. An Act of Darkness – 1:56
3. Blood of Kingu – 4:38
4. Incarnation – 3:08
5. Sothis – 3:42
6. Revolt – 3:36
7. Of Moon, Blood, Dream and Me – 3:51
8. Vision and the Voice – 3:29
9. Reborn in Flames – 5:39